# 修蛇
修蛇（しゅうだ）は、中国に伝わる伝説上の怪獣。修虵・脩蛇・長蛇・巴蛇とも。洞庭湖に棲んでいたという。

## 概要
巨大なヘビで、大きな波を発生させたり、湖水を行き交う船を破壊したりして人々を苦しめていたが、堯の命を受けた羿（げい）によって退治された。
『淮南子』修務訓には「封豨修蛇」という字句があり、乱暴者や侵略者を示す熟語としても使われている。これは羿によって成敗された怪物であるこの修蛇と封豨とを並称したものである。『壷関録』などには同様の使用例に長蛇・封豕の字句が用いられている。また、巨大な蛇（大蛇）を示す単語としても使われており、「猛虎修蛇」などの字句が見られる。